# Imane Khelif
Imane Khelif (en arabe : إيمان خليف), née le 2 mai 1999 à Aïn Sidi Ali (wilaya de Laghouat), est une boxeuse algérienne et championne olympique des moins de 66 kg en 2024.
Au cours de sa carrière, Khelif évolue dans les catégories −60 kg, −63 kg ou −66 kg. Elle compte à son palmarès une médaille d'argent aux Championnats du monde féminins de boxe amateur 2022, une médaille d'or aux Jeux méditerranéens de 2022 et une médaille d'or aux Jeux olympiques d'été de 2024.

## Biographie
Imane Khelif est née le 2 mai 1999, en Algérie, dans la ville d'Aïn Sidi Ali de la wilaya de Laghouat, de parents qu'elle décrit comme « très pauvres » : son père, Omar Khelif, était soudeur sans emploi fixe, et sa mère, sans emploi, au foyer.
Elle grandit dans le petit village de Biban Mesbah, dans la commune d'Aïn Bouchekif, dans la wilaya de Tiaret. Elle y poursuit ses études jusqu'en deuxième année de lycée, avant de rejoindre l'Institut des sciences et technologies du sport à Aïn Benian, à Alger.
Imane se passionne d'abord pour le football, qu'elle pratique uniquement avec des garçons de son village. Sur les conseils du frère d'une amie qui s'entraînait au club de boxe de la Protection civile de Tiaret, où le coach Mohamed Chaoua avait l'objectif de former une équipe féminine, elle découvre la boxe et, encouragée par l'entraîneur, elle décide d'intégrer le club pour se consacrer à ce sport malgré les difficultés financières que représentaient les déplacements de son logement jusqu'au club,. Elle a témoigné en ces termes de cette période difficile où elle a réussi à s'extraire de la pauvreté pour accéder à une carrière sportive : « j'étais obligée de me déplacer du village vers la salle de boxe. Et donc, pour me déplacer, j'avais bien sûr besoin d'argent et donc, pour pouvoir financer ces déplacements, j'ai effectué ces ventes [...] Par exemple, je ramassais la ferraille, le plastique également, et je vendais ces matériaux et ce pain pour quelques dinars. Ma mère préparait du pain que je vendais sur la route. [...] Et donc, je suscitais la peine des personnes qui passaient par là. [... C'est] peut-être la chose que je ne pourrai pas oublier [...] parce que les gens voyaient en moi une petite fille qui vendait du pain sur les routes »,.
De plus, à cette époque, elle subit les préjugés sexistes de son entourage. Elle raconte : « je viens d'une région et d'une famille conservatrice. Selon le point de vue là-bas, la boxe est réservée aux garçons ».
Début 2024, elle devient ambassadrice pour le Fonds des Nations unies pour l'enfance (UNICEF) en Algérie pour la période de 2024 à 2026.

## Carrière en boxe
Elle obtient la 17e place au championnat du monde de New Delhi en 2018 puis représente l'Algérie au championnat du monde de 2019 qui se déroule en Russie où elle se classe 33e.
Imane Khelif représente également son pays aux Jeux africains de 2019 ainsi qu'aux Jeux olympiques de Tokyo de 2020 où elle obtient à chaque fois la cinquième place dans la catégorie des poids légers (moins de 60 kg). Elle décroche la médaille d’argent dans la catégorie des poids super-légers aux Championnats du monde féminins de boxe amateur 2022 à Istanbul et la médaille d'or dans la catégorie des moins de 63 kg aux Jeux méditerranéens de 2022 à Oran ainsi qu'aux Championnats d'Afrique de boxe amateur 2022 à Maputo.

### Championnats du monde féminins de boxe amateur 2023
Lors des 13es Championnats du monde féminins de boxe amateur qui se déroulent du 16 au 26 mars à New Delhi, Imane Khelif est disqualifiée après sa qualification en finale de la compétition aux dépens d'une boxeuse thaïlandaise. La fédération organisatrice, l'International Boxing Association (IBA), explique que des tests médicaux ont fait apparaître que ces deux boxeuses (Imane Khelif et Lin Yu-ting, une autre boxeuse se trouvant dans le même cas) « ne remplissent pas les critères d'éligibilité pour participer aux compétitions féminines ». Imane Khelif réagit avec colère en dénonçant un complot contre sa personne et contre l'Algérie. Les autorités algériennes déposent un recours qui est rejeté aussitôt par les organisateurs du championnat. En août 2024, le CIO explique que les tests de genre effectués par l'IBA sur les deux combattantes lors des championnats du monde, qui ont conduit à leur disqualification, sont illégitimes et manquent de crédibilité.

### Jeux panarabes de 2023
Elle est médaillée d'or dans la catégorie des moins de 63 kg aux Jeux panarabes de 2023 à Alger en battant la boxeuse marocaine Oumaïma Bel Ahbib par décision unanime.

### Jeux olympiques de 2024 à Paris

#### Qualification
Imane Khelif s'est entraînée aux États-Unis, à Tarbes ainsi qu'à Nice.
Elle obtient sa qualification pour les Jeux olympiques 2024 à la suite du tournoi de qualification olympique africain de boxe qui se tient à Dakar en septembre 2023, et qu'elle remporte dans la catégorie des −66 kg en battant en finale la mozambicaine Alcinda dos Santos.

#### Parcours
Imane Khelif entre dans la compétition olympique le 1er août 2024, et affronte au premier tour la boxeuse italienne Angela Carini. Khelif s'impose de façon expéditive par abandon de son adversaire après un combat de 46 secondes seulement, à la suite d'un direct au visage. Carini indique, « Je suis montée sur le ring pour combattre. Je ne me suis pas rendue mais un coup de poing m’a fait trop mal et j’ai dit ça suffit. » Elle se qualifie ainsi pour un quart-de-finale le 3 août face à la Hongroise Anna Luca Hamori (en).
Le 3 août 2024, Imane Khelif remporte aux points le quart de finale qui l'oppose à Anna Luca Hamori, sur décision unanime des juges, devant une salle « comble et survoltée, acquise à sa cause avec la présence de nombreux drapeaux algériens en tribune ». Les deux boxeuses se saluent plutôt chaleureusement à la fin du combat. Sa victoire et sa qualification en demi-finale assurent à la boxeuse algérienne une médaille de bronze.
Le 6 août, la demi-finale opposant Khelif à la Thaïlandaise Janjaem Suwannapheng a lieu à Roland-Garros sur le Court Philippe-Chatrier. Massivement soutenue par le public, Khelif l'emporte et se qualifie pour la finale olympique prévue le 9 août 2024.
Le 9 août, elle devient championne olympique en remportant la finale qui l'oppose à la Chinoise Yang Liu.
À la suite de sa médaille d'or, Imane Khelif est décorée par le président de la république algérienne Abdelmadjid Tebboune de l'Ordre du Mérite national au rang d'Ahid le 14 août 2024.

## Polémique sur l'éligibilité aux épreuves de boxe féminine

### Championnats du monde féminins de 2023
En mars 2023, Imane Khelif et Lin Yu-ting sont disqualifiées des championnats du monde féminins de boxe amateur 2023 par l'International Boxing Association (IBA). D'après cette fédération, des tests médicaux ont fait apparaître que ces deux boxeuses « ne remplissent pas les critères d'éligibilité pour participer aux compétitions féminines » tels que définis par les règles de l'IBA. Ces tests, de nature confidentielle, ont révélé d'après l'IBA que ces deux boxeuses disposent « d'un avantage compétitif sur les autres compétitrices féminines ». 
Dans une déclaration à une agence de presse russe, le président de l'IBA précise que cette non éligibilité serait liée à un caryotype XY, déclarations qui n'ont jamais été réitérées par la suite par l'IBA,, notamment lors de la conférence de presse donnée par l'association en marge des Jeux olympiques à Paris,.

### Participation aux JO de Paris
En août 2023, malgré cette exclusion par l'IBA, Imane Khelif se voit notifier par le Comité international olympique la possibilité de participer aux Jeux olympiques d'été de 2024 à Paris. L'IBA, accusée de corruption, est en effet interdite d'organisation du tournoi et son règlement ne s'applique pas. Mark Adams, le porte-parole du CIO, déclare : « Ce sont des femmes dans leur sport, et il est établi dans ce cas que ce sont des femmes. » Le CIO a jugé les tests de Khelif et de Lin Yu-Ting « non crédibles ». 
En dépit de cette habilitation et de sa qualification pour les JO, Imane Khelif est la cible d'accusations non fondées de certains médias l'accusant d'être transgenre. Les médias algériens notamment soulignent la position conservatrice de l'Algérie vis-à-vis du changement de genre, tout en partageant des photographies d'Imane Khelif enfant pour réfuter ces allégations,. Le Comité olympique algérien dénonce fermement les attaques contre l'athlète, les qualifiant de tentatives de diffamation basées sur des mensonges et affirmant que Khelif respecte toutes les règles d'éligibilité à concourir dans la catégorie féminine.

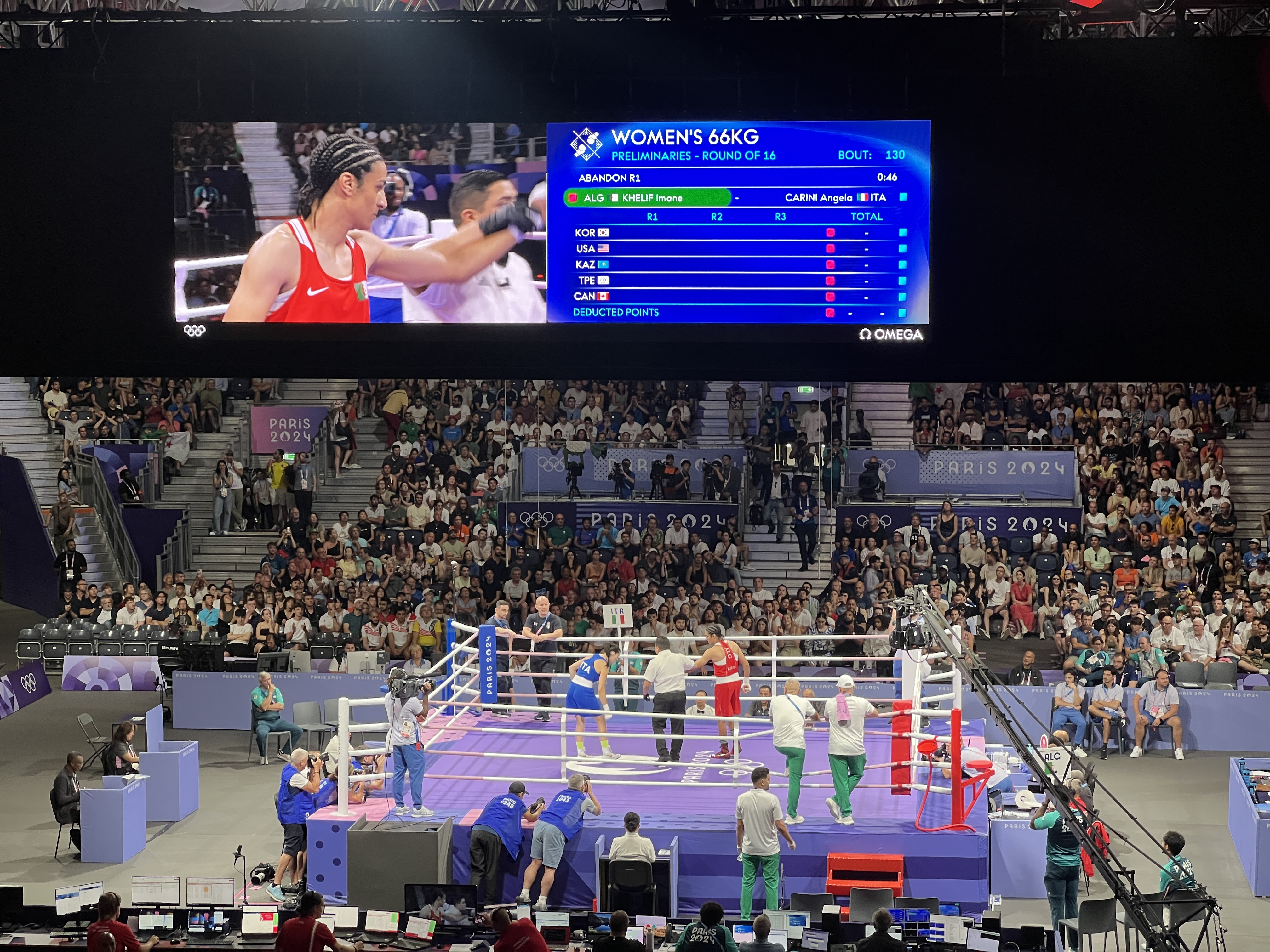
Le combat aux JO 2024 l'opposant à Angela Carini.

En huitième de finale des épreuves olympiques de 2024, elle affronte l'Italienne Angela Carini. La boxeuse italienne abandonne après 46 secondes de combat, en conséquence d'un coup reçu sur le nez. Elle ne serre pas la main de son adversaire après l’annonce de la décision, répète à plusieurs reprises « ce n’est pas juste », et déclare aux médias italiens « ce n’est pas une défaite pour moi » ; peu après, elle déclare qu'elle n’a pas intentionnellement refusé de serrer la main de son adversaire et s’en excuse.
Même si Carini n'a pas explicitement attribué sa défaite à l'hyperandrogénie de la boxeuse algérienne ni remis en question son sexe biologique féminin de manière discriminatoire, dans le contexte de la polémique sur la qualification aux JO d'Imane Khelif, les propos et l'attitude de Carini ont été interprétés et exploités idéologiquement par les conservateurs transphobes et par les défenseurs des droits des LGBT, au point de provoquer une controverse mondiale. Les médias du monde entier relayent largement cette polémique, qui dépasse le cadre purement sportif, en étant liée au conflit entre l'IBA et World Boxing, à l'influence du « sport power » russe et aux promoteurs d'une morale ultra-conservatrice soutenue par l'extrême droite.
Des personnalités politiques d'extrême droite de premier plan comme Giorgia Meloni, présidente du Conseil des ministres italien, ou encore Matteo Salvini, vice-président du même Conseil, apportent leur soutien à Carini et dénoncent la participation de Khelif aux JO. Giorgia Meloni dénonce « un combat qui n'était pas sur un pied d'égalité » en ajoutant ne pas être « d'accord avec le CIO » tandis que l'entraîneur d'Imane Khelif déclare que « toutes ces polémiques lui donnent de la force pour avancer. » Son adversaire déclare en conférence de presse d'après match que le coup « m’a fait mal. Très mal » et qu'elle n'avait « jamais été battue par KO. Jusqu’à aujourd’hui je n’étais jamais descendue d’un ring avant la fin du combat. » Son entraîneur explique : « Angela avait déjà mal aux dents, elle était sous antibiotiques, elle a pris un coup dans le nez, elle a eu très mal…,, »
Carini déclare : « Je ne suis pas en position de juger ou de prendre une décision. Si cette fille est là, il doit y avoir une raison. » Elle s'excuse le lendemain auprès de son adversaire, en reconnaissant que si le CIO avait validé sa présence, elle respectait sa décision de combattre, et que si elle croisait sa route de nouveau, « elle l'embrasserait ».
D'autres personnalités comme l'entrepreneur Elon Musk, l'influenceur Jake Paul, l'écrivain J. K. Rowling ou le combattant UFC Israel Adesanya critiquent la présence de Khelif aux JO de Paris sur Twitter,. J. K. Rowling accuse le Comité international olympique de misogynie, déclarant que Khelif est « un homme qui se sait protégé par un établissement sportif misogyne. » Le Comité olympique hongrois critique pour sa part la présence de l'athlète algérienne qui doit rencontrer une athlète hongroise, en réclamant une « compétition équitable ».
Selon Le Parisien, Umar Kremlev (président de l'IBA), proche de Vladimir Poutine, est soupçonné depuis de longs mois de vouloir déstabiliser la France pendant les Jeux olympiques d'été, où la Russie a été privée de drapeau, d’hymne national et d’un bon nombre d’athlètes,.

### Après les JO
Plus tard, il s'avère que l'affaire Imane Khelif est purement politique, au-delà de l'enjeu olympique. En effet, le 7 août 2024, au siège de l'Organisation des Nations unies à New York, lors d'une séance du Conseil de sécurité sur les droits des femmes, le représentant de la Russie dénonce le fait que lors des Jeux de Paris, « des femmes boxeuses ont fait l'objet de violences publiques de la part d'athlètes qui ont échoué au test hormonal de l'Association internationale de boxe et qui sont des hommes. » La riposte algérienne ne tarde pas, puisque dans la même séance le représentant de l'Algérie répond fermement aux allégations russes : 

« La délégation de mon pays ne souhaitait pas voir mêlés la politique et le sport, particulièrement lors des Jeux olympiques qui se déroulent en ce moment. Nous avons entendu une allusion claire à une athlète championne de mon pays. La boxeuse courageuse Imane Khelif est née fille, a vécu son enfance comme fillette et a pratiqué le sport en femme à part entière et je réaffirme ici qu'il n'y a pas le moindre doute là-dessus, sauf pour qui porte un agenda politique dont on ignore les visées. »

Dans un entretien accordé à RMC Sport, Amar Brahmia, président par intérim du comité olympique et sportif algérien, accuse l’IBA, non reconnue, et son président Umar Kremlev d'avoir imposé un fonctionnement qui ne respecte pas les règles olympiques : « C’est une organisation un peu... Je ne voudrais pas utiliser un terme blessant. Mais on ne peut pas essayer de tout gérer avec l’argent, la corruption ou les trafics d’influence. Dès le début, nous avons dit que l’Algérie ne pouvait pas accepter ce que fait l’IBA et son président [le Russe Umar Kremlev]. Nous ne pouvons pas accepter que des personnes, quelles que soient leurs origines, puissent ne pas nous respecter. Ces gens utilisent un argent dont on ne connaît pas l’origine pour essayer d’imposer des nouvelles règles. » Brahmia estime qu'« il y a des gens comme Elon Musk, qui ne connaissent rien au sport, ou même Donald Trump, qui s’ingèrent dans des affaires qui ne les concernent pas, pour essayer de faire le buzz ou de se préparer à des élections. C’est inacceptable. Nous sommes un comité olympique respectueux des règles et de toutes les dispositions qui régissent le fonctionnement des instances internationales,,. »
Le 12 août 2024, Imane Khelif dépose une plainte contre X au parquet de Paris, dans laquelle Elon Musk et J. K. Rowling sont cités, pour « actes de cyberharcèlement aggravé », et une enquête est officiellement ouverte.

### Nouveau règlement de 2025
Le vendredi 30 mai 2025, la nouvelle Fédération internationale de boxe World Boxing annonce l'obligation de soumettre tous les boxeurs à un test PCR visant à déterminer leur sexe biologique avant de les inscrire à une compétition,, en précisant qu'Imane Khelif ne pourra pas s'inscrire au tournoi Eindhoven Box Cup prévu du 5 au 10 juin 2025 avant d'avoir réalisé ce test. Le lendemain, le 1er juin 2025, sur le site 3 Wire Sports, le journaliste américain Alan Abrahamson publie un article, largement repris par les médias, dans lequel il dévoile un extrait du résultat des tests, réalisés dans un laboratoire de New Delhi, qui ont conduit à la disqualification de la boxeuse aux Mondiaux 2023, et selon lesquels Imane Khelif possède un « caryotype masculin » ; cet article n'apporte pas de nouvelles informations par rapport à ce qu'avait publié Le Correspondant en 2024, mais cela suffit à relancer la polémique et les accusations envers Imane Khelif. En raison de cela, World Boxing adresse le 4 juin un communiqué à la fédération algérienne de boxe avec ses excuses envers Imane Khelif, exprimant le regret d'avoir cité son nom et d'avoir ainsi participé à relancer le harcèlement dont elle est victime,.

## Palmarès
- Championnats du monde de boxe amateur
  -  Médaille d'argent dans la catégorie des moins de 63 kg aux Championnats du monde féminins de boxe amateur 2022 à Istanbul
- Championnats d'Afrique de boxe amateur
  -  Médaille d'or dans la catégorie des moins de 63 kg aux Championnats d'Afrique de boxe amateur 2022 à Maputo
- Jeux méditerranéens
  -  Médaille d'or dans la catégorie des moins de 63 kg aux Jeux méditerranéens de 2022 à Oran
- Jeux panarabes
  -  Médaille d'or dans la catégorie des moins de 63 kg aux Jeux panarabes de 2023 en Algérie
- Jeux olympiques
  -  Médaille d'or dans la catégorie des poids welters (-66 kg) aux Jeux olympiques d'été de 2024 à Paris

## Décoration
- Ahid de l'ordre du Mérite national d'Algérie[70]